# Odisseo
Odisseo es una banda de rock mexicana de Ecatepec, Estado de México actualmente la banda está conformada por Juan Pablo López (voz), Daniel León (guitarra), Édgar Macín (bajo), Manuel Uribe (batería) y Rodolfo Guerrero (teclados).

## Influencias
En sus inicios, su sonido estaba influenciado por la balada romántica latinoamericana de los años 70 y 80, el rock británico y el synth pop de las mismas décadas; tomando como principales influencias a José José, Roberto Carlos, The Style Council, Barry White, A Flock of Seagulls, The Strokes, The Killers y The Smiths, entre otros.
Sin embargo, con los años han desarrollado un sonido propio que los ha llevado a sobresalir en la escena musical de México y Latinoamérica.

## Historia
Los inicios de Odisseo se remontan a The Stupids Rock & Roll, un cuarteto de indie rock del que Daniel León (guitarra), Edgar Macin (bajo) y Manuel Uribe (batería) formaban parte.  Cuando este proyecto llegó a su fin en 2010, Daniel, Edgar y Manuel decidieron seguir creando música juntos e invitaron a Rodolfo Guerrero para refrescar su sonido con la inclusión de teclados y sintetizadores. Finalmente, se integró Esteban González para darle voz a los temas y añadir sus composiciones.
El nombre de la banda surgió como una propuesta de Manuel, que señaló que el principal argumento de las letras de la banda eran los sentimientos de odio y deseo, lo que dio origen a “Odisseo”.
En 2011, un año después de su fundación, estrenaron su EP debut “Los salvajes”, producido por Julián Navejas (Enjambre). Como parte de la promoción de este EP, Odisseo formó parte de la gira de Enjambre y Carla Morrison.

### Sí, Yo Soy (2012-2013)
En 2012 la agrupación lanzó de manera independiente “Sí, Yo soy”, su primer material de larga duración, el cual fue producido por Daniel Gutiérrez (La Gusana Ciega). De este álbum se desprendieron algunos de los sencillos más importantes de la banda hasta ese momento: “No”, “Barry”, “Sentimental” y “Corazón de Acero”.
Sus primeras presentaciones fueron eventos gratuitos en pequeños bares y sedes públicas como el Museo Universitario del Chopo (2012), el Centro Cultural Casa del Lago Juan José Arreola (2012) y el Metro San Lázaro de la Ciudad de México (2013) donde, de acuerdo a información de Protección Civil, lograron un récord de asistencia de 3500 personas.
Su audiencia creció rápidamente en México y Latinoamérica, y en el 2013 se presentaron por primera vez en el XIV Festival Vive Latino y realizaron una gira por Centroamérica, visitando Guatemala, El Salvador y Costa Rica. En el 2013 también fueron invitados a colaborar en el disco Un tributo a José José, donde interpretaron el tema “Seré”  y cerraron el año logrando un lleno total en el Lunario del Auditorio Nacional de la Ciudad México.

### Días de fuego (2014-2015)
El 2014 fue un año muy activo para la banda, presentándose en diversos festivales como el RMX 212 en Guadalajara, el Vive Latino por segundo año consecutivo y en la Semana de las Juventudes de la Ciudad de México donde tocaron ante más de 40,000 asistentes. En mayo de 2014 se presentaron nuevamente en el centro cultural Casa del Lago Juan José Arreola, logrando un récord de asistencia de 5000 personas.
Ese mismo año, Odisseo  firmó su primer contrato discográfico con Universal Music y estrenó el álbum “Días de Fuego” producido por Julián Navejas. “Días de Fuego” se colocó rápidamente en el gusto del público, ubicándose en el Top Ten de ventas a nivel nacional en MixUp durante tres semanas a partir de su lanzamiento. De este álbum se desprenden los éxitos “Mentía”, “Las penas por amor” y “Días de fuego”, en su momento la canción más representativa de la banda y escrita por Esteban González (exmiembro). Este tema fue reversionado por Ases falsos, Banda de Turistas y Robota.
El impacto de “Días de Fuego” le valió a Odisseo una Nominación a los MTV Millenial Awards 2014 en la categoría de Artista nuevo y una presentación con lleno total en el Teatro de la Ciudad, en la Ciudad de México.
En el 2015 estrenaron la versión extendida de “Días de Fuego” que incluyó los temas inéditos: “Juegos perdidos”, “Cuando el intento muere” y “Juventud”. También se presentaron en la Sala Corona ante un lleno total y fueron el acto abridor del concierto de Imagine Dragons en el Palacio de los Deportes de la Ciudad de México.

### Sensacional (2016-2017)
Tras una experiencia negativa con la industria discográfica, Odisseo regresó a trabajar de manera independiente. En el 2016 estrenaron un EP de tres tracks llamado “Sensacional”, el cual fue producido por Fernando Laura. En esa época surgieron tensiones internas en la banda que posteriormente derivarían en un cambio en su alineación.
En enero de 2017, la agrupación anunció la salida de Esteban González (voz), entrando en un periodo de pausa que cesó en agosto de ese mismo año, cuando presentaron a Juan López como nueva voz de Odisseo.  Juan era amigo de Daniel y formaba parte de “Los Fascinantes”, banda de la escena indie de la Ciudad de México con la que Odisseo había compartido escenario anteriormente.
Después del ingresó de Juan, Odisseo estrenó “Invencibles” un sencillo que presentaba el nuevo sonido de la banda y que se posicionó en el #2 de las canciones más virales de Spotify México 2017 durante la primera semana de su lanzamiento.

### Cambio estacional (2018-2019)
Con el ingreso de Juan, Odisseo transformó su manera de trabajo como banda; sin embargo, su sonido conservó algunos de sus elementos más representativos como la influencia de balada romántica o los tonos new wave.
En febrero de 2018, Odisseo estrenó su siguiente sencillo  “Los imanes” que se posicionó dentro de las 50 canciones más virales de Spotify México durante la primera semana de lanzamiento. Su regreso a los escenarios sucedió en abril de 2018, ante un lleno total en el Lunario del Auditorio Nacional.
Ese mismo año la agrupación se presentó en diversos festivales nacionales como el Tecate Supremo en Ciudad Juárez, Tecate Coordenada en Guadalajara y el Festival Indio Catrina en Puebla; así como en diversos escenarios internacionales durante su gira por Ecuador, Colombia, Perú, Argentina y Chile.
En septiembre de 2018 estrenaron oficialmente “Cambio estacional”, su tercer material de larga duración y el primero con su nueva alineación. Este álbum fue presentado en El Plaza Condesa el 5 de octubre de 2018 ante un lleno total.
“Cambio Estacional” fue producido por Erik Vázquez y masterizado por Brian Lucey (quien ha trabajado con Liam Gallagher y Arctic Monkeys). También contó con la colaboración de ingenieros de gran prestigio en la industria musical, como Eduardo del Águila (Ingeniero de Zoé) y David Parra, (Ingeniero de Café Tacvba).
En 2019, ya establecidos con su nueva formación, la banda comenzó su proyecto más ambicioso hasta el momento: una segunda gira en diversos escenarios de México, Chile y Perú que culminó con un concierto sold out en el Teatro Metropólitan de la Ciudad de México.

### Shows en streaming y nuevos sencillos (2020 - 2021)
En el contexto de la pandemia de COVID-19, las nuevas dinámicas de la industria musical obligaron a la banda a repensar estrategias para mantenerse en los escenarios y sacar provecho de las plataformas digitales, por lo que en 2020 apostaron por presentaciones virtuales.
Desde el 2020 han estrenado cuatro sencillos que formarán parte de su nuevo material: “Gustándonos”, “Admirador”, “Tiemblo de ti” y “Me alejo”.
El 9 de octubre de 2021, a través de sus redes sociales la agrupación anunció su presentación en el Pepsi Center WTC en Ciudad de México donde presentarán su 4.º disco de estudio nombrado Generación Inmediata. Este álbum saldrá el 25 de marzo de 2022. 

### 2022-presente
El 7 de enero de 2022 lanzarían Tu tiempo, 5.º sencillo de su nuevo material discográfico Generación Inmediata el cual cuenta con video oficial. 
Para el 11 de febrero de 2022, Odisseo publicó La Tregua en todas las plataformas digitales siendo su sexto sencillo del nuevo disco próximo a lanzarse en marzo titulado Generación Inmediata. En su video oficial cuenta con la participación de Alejandro de la Madrid y Alejandra Llabrés.

## Integrantes

### Formación actual
Juan Pablo López Voz (2017-presente)
Daniel León Guitarra (2010-presente)
Édgar Macín Bajo (2010-presente)
Manuel Uribe Batería (2010-presente)
Rodolfo Guerrero Teclados (2010-presente)

### Exintegrantes
Esteban González Voz y Guitarra (2010-2017)

## Discografía

### Álbumes
- Sí, Yo Soy (2012)
- Días De Fuego (2014)
- Cambio Estacional (2018)
- Generación Inmediata (2022)
- Tormentas Inesperadas (2024)

### EP
- Los Salvajes (2011)
- Días de fuego (B-Sides) (2014)
- Sensacional (2016)
- Nada Para Siempre (2023)

### Sencillos
- Tu Dueño (2013)
- El Tonto (2013)
- Gustándonos (2020)
- Me Alejo (2020)
- Admirador (2020)
- Tiemblo de ti (2020)
- Tu Tiempo (2022)
- La Tregua (2022)
- Llama Gemela (2023)

### Tributo a José a José
- Seré (2013)

### Colaboraciones
- Planeta No - Peligro (Remix) (2020)

## Videografía
- Los salvajes (2011)
- No (2013)
- Sentimental (2013)
- Corazón de Acero (2013)
- El Tonto (2014)
- Las Penas por Amor (2014)
- Días de Fuego (2014)
- Mentía (2015)
- Sensacional (2016)
- Invencibles (2017)
- Los Imanes (2018)
- Lo Que Quieras De Mí (2018)
- Hablando Lento (2019)
- Calor al Corazón (2019)
- Gustándonos (2020)
- Admirador (2020)
- Tiemblo de Ti (2020)
- Tu Tiempo (2022)
- La Tregua (2022)
- Nube Fantasma (2022)
- Llama Gemela (2023)